# Шаріпово (Абзеліловський район)
Шарі́пово (рос. Шарипово, башк. Шәрип) — присілок у складі Абзеліловського району Башкортостану, Росія. Входить до складу Хамітовської сільської ради.
Населення — 241 особа (2010; 243 в 2002).
Національний склад:
- башкири — 100%